# Campionati italiani assoluti di ginnastica artistica
I Campionati italiani assoluti di ginnastica artistica sono la massima competizione individuale di ginnastica artistica in Italia; la prima edizione fu organizzata nel 1925.
Sono organizzati dalla FGI e prevedono le classiche gare distinte tra maschi e femmine, con le prove proprie della rispettiva categoria.
La definizione di «Assoluti» deriva dal fatto che possono partecipare tutti i ginnasti senza distinzione tra juniores e seniores. Il vincitore si può fregiare del titolo di «Campione d'Italia».

## Storia
Nel 1977 la società Ginnastica Romana propose di affiancare gli assoluti maschili a quelli femminili, per la prima volta in Italia, presentando gli esercizi maschili alternati a quelli femminili.

## Albo d'oro

### Concorso generale individuale maschile
| Anno | Vincitore           | Società                          |
| ---- | ------------------- | -------------------------------- |
| 1925 | Vittorio Lucchetti  | S.G. Colombo Genova              |
| 1926 | Vittorio Lucchetti  | S.G. Colombo Genova              |
| 1927 | Giuseppe Paris      | S.G. Forza e Coraggio Milano     |
| 1928 | Romeo Neri          | G.S. Lancia Torino               |
| 1929 | Romeo Neri          | U.S. Forti e Liberi Ravenna      |
| 1930 | Romeo Neri          | U.S. Forti e Liberi Ravenna      |
| 1931 | Mario Lertora       | S.G. Colombo Genova              |
| 1932 | Mario Morandi       | S.G. Panaro Modena               |
| 1933 | Romeo Neri          | S.G. Libertas Rimini             |
| 1934 | Natale Amedeo       | U.S. Alessandria Alessandria     |
| 1935 | Savino Guglielmetti | Pro Patria Milano                |
| 1936 | Danilo Fioravanti   | Pro Patria Milano                |
| 1937 | Savino Guglielmetti | Pro Patria Milano                |
| 1938 | Savino Guglielmetti | Pro Patria Milano                |
| 1939 | Savino Guglielmetti | Pro Patria Milano                |
| 1940 | Savino Guglielmetti | Pro Patria Milano                |
| 1941 | Natale Amedeo       | Fratellanza Savonese             |
| 1942 | Natale Amedeo       | Fratellanza Savonese             |
| 1945 | Ettore Perego       | Pro Lissone                      |
| 1946 | Danilo Fioravanti   | Vigili del Fuoco 52° (MI)        |
| 1947 | Ettore Perego       | Pro Lissone                      |
| 1948 | Guido Figone        | Pro Chiavari                     |
| 1949 | Guido Figone        | Pro Chiavari                     |
| 1950 | Guido Figone        | Pro Chiavari                     |
| 1951 | Guido Figone        | Pro Chiavari                     |
| 1952 | Guido Figone        | Pro Chiavari                     |
| 1953 | Guido Figone        | Pro Chiavari                     |
| 1954 | Guido Figone        | Pro Chiavari                     |
| 1955 | Guido Figone        | Pro Chiavari                     |
| 1956 | Orlando Polmonari   | Palestra Ginnastica Ferrara      |
| 1957 | Arrigo Carnoli      | S.S. Edera Ravenna               |
| 1958 | Pasquale Carminucci | S.D. Adrianova S. Ben. Tronto    |
| 1959 | Angelo Vicardi      | Vigili del Fuoco Galimberti (MI) |
| 1960 | Franco Menichelli   | Ginnastica Romana                |
| 1961 | Giovanni Carminucci | Vigili del Fuoco Brunetti (Roma) |
| 1962 | Franco Menichelli   | Ginnastica Romana                |
| 1963 | Franco Menichelli   | Ginnastica Romana                |
| 1964 | Franco Menichelli   | Ginnastica Romana                |
| 1965 | Franco Menichelli   | Ginnastica Romana                |
| 1966 | Franco Menichelli   | Ginnastica Romana                |
| 1967 | Giovanni Carminucci | Vigili del Fuoco Brunetti (Roma) |
| 1968 | Giovanni Carminucci | Vigili del Fuoco Brunetti (Roma) |
| 1969 | Aquilino Santoro    | Vigili del Fuoco Brunetti (Roma) |
| 1970 | Giovanni Carminucci | Vigili del Fuoco Brunetti (Roma) |
| 1971 | Maurizio Montesi    | U.S. Forti e Liberi Forlì        |
| 1972 | Maurizio Milanetto  | Ardor Padova                     |
| 1973 | Maurizio Montesi    | Vigili del Fuoco Brunetti (Roma) |
| 1974 | Maurizio Milanetto  | Ardor Padova                     |
| 1975 | Maurizio Milanetto  | Ardor Padova                     |
| 1976 | Angelo Zucca        | Vigili del Fuoco Brunetti (Roma) |
| 1977 | Angelo Zucca        | Amsicora Cagliari                |
| 1978 | Angelo Zucca        | Amsicora Cagliari                |
| 1979 | Rocco Amboni        | S.G. Bergamo                     |
| 1980 | Rocco Amboni        | Vigili del Fuoco Brunetti (Roma) |
| 1981 | Corrado Colombo     | Libertas Novara                  |
| 1982 | Diego Lazzarich     | Spes Mestre                      |
| 1982 | Vittorio Allievi    | Ginnastica Meda                  |
| 1983 | Diego Lazzarich     | Spes Mestre                      |
| 1984 | Vittorio Allievi    | Vigili del Fuoco Galimberti (MI) |
| 1985 | Vittorio Allievi    | Vigili del Fuoco Galimberti (MI) |
| 1986 | Antonio Trecate     | Virtus Gallarate                 |
| 1987 | Boris Preti         | Virtus Gallarate                 |
| 1988 | Boris Preti         | Virtus Gallarate                 |
| 1989 | Jury Chechi         | Etruria Prato                    |
| 1990 | Jury Chechi         | Etruria Prato                    |
| 1991 | Jury Chechi         | Etruria Prato                    |
| 1992 | Jury Chechi         | Etruria Prato                    |
| 1993 | Jury Chechi         | Etruria Prato                    |
| 1994 | Boris Preti         | Virtus Gallarate                 |
| 1995 | Jury Chechi         | Etruria Prato                    |
| 1996 | Roberto Galli       | Virtus Gallarate                 |
| 1997 | Bruno Malaspina     | Nardi Juventus                   |
| 1998 | Roberto Galli       | Virtus Gallarate                 |
| 1999 | Roberto Galli       | Virtus Gallarate                 |
| 2000 | Igor Cassina        | Ginnastica Meda                  |
| 2001 | Matteo Morandi      | Casati Arcore                    |
| 2002 | Matteo Morandi      | Casati Arcore                    |
| 2003 | Enrico Pozzo        | Libertas Vercelli                |
| 2004 | Enrico Pozzo        | Libertas Vercelli                |
| 2005 | Enrico Pozzo        | Libertas Vercelli                |
| 2006 | Matteo Morandi      | Casati Arcore                    |
| 2007 | Enrico Pozzo        | Libertas Vercelli                |
| 2008 | Matteo Morandi      | Casati Arcore                    |
| 2009 | Matteo Morandi      | Aeronautica Militare             |
| 2010 | Paolo Ottavi        | Aeronautica Militare             |
| 2011 | Enrico Pozzo        | Aeronautica Militare             |
| 2012 | Enrico Pozzo        | Aeronautica Militare             |
| 2013 | Ludovico Edalli     | Pro Patria Bustese               |
| 2014 | Paolo Principi      | Aeronautica Militare             |
| 2015 | Ludovico Edalli     | Pro Patria Bustese               |
| 2016 | Enrico Pozzo        | Aeronautica Militare             |
| 2017 | Marco Sarrugerio    | Juventus Nova                    |
| 2018 | Ludovico Edalli     | Aeronautica Militare             |
| 2019 | Ludovico Edalli     | Aeronautica Militare             |
| 2020 | Ludovico Edalli     | Aeronautica Militare             |
| 2021 | Nicola Bartolini    | Pro Patria Bustese               |
| 2022 | Yumin Abbadini      | Pro Carate                       |
| 2023 | Mario Macchiati     | Ginnastica Fermo                 |
| 2022 | Lorenzo Minh Casali | Fiamme Oro                       |

### Concorso generale individuale femminile
| Anno | Vincitrice                 | Società                     |
| ---- | -------------------------- | --------------------------- |
| 1937 | Ebore Canella              | U.S. Sestri Ponente         |
| 1938 | Paola Morgari              | Ginnastica Torino           |
| 1939 | Clara Bimbocci             | Busto Arsizio               |
| 1940 | Elda Cividino              | Ginnastica Triestina        |
| 1941 | Anna Maria Gelbini         | Etruria Prato               |
| 1942 | Anna Maria Gelbini         | Etruria Prato               |
| 1943 | Anna Maria Gelbini         | Etruria Prato               |
| 1946 | Anna Maria Gelbini         | Etruria Prato               |
| 1947 | Laura Micheli              | Ginnastica Triestina        |
| 1948 | Laura Micheli              | Ginnastica Triestina        |
| 1949 | Laura Micheli              | Ginnastica Triestina        |
| 1950 | Licia Macchini             | Ginnastica Fanfulla         |
| 1951 | Liliana Scaricabarozzi     | Ginnastica Fanfulla         |
| 1952 | Lidia Pitteri              | S.G. Reyer Venezia          |
| 1953 | Lidia Pitteri              | S.G. Reyer Venezia          |
| 1954 | Liliana Scaricabarozzi     | Ginnastica Fanfulla         |
| 1955 | Elisa Calsi                | Ginnastica Fanfulla         |
| 1956 | Miranda Cicognani          | Edera Forlì                 |
| 1957 | Miranda Cicognani          | Edera Forlì                 |
| 1958 | Miranda Cicognani          | Edera Forlì                 |
| 1959 | Rosella Cicognani          | Edera Forlì                 |
| 1960 | Miranda Cicognani          | Edera Forlì                 |
| 1961 | Rosella Cicognani          | Edera Forlì                 |
| 1962 | Miranda Cicognani          | Edera Forlì                 |
| 1963 | Adriana Biagiotti          | Etruria Prato               |
| 1964 | Gabriella Pozzuolo         | Andrea Doria                |
| 1965 | Adriana Biagiotti          | Etruria Prato               |
| 1966 | Adriana Biagiotti          | Etruria Prato               |
| 1967 | Adriana Biagiotti          | Etruria Prato               |
| 1968 | Angela Alberti             | S.G. Cantoni Legnano        |
| 1969 | Angela Alberti             | S.G. Cantoni Legnano        |
| 1970 | Desy Storai                | Etruria Prato               |
| 1971 | Angela Alberti             | S.G. Cantoni Legnano        |
| 1972 | Monica Stefani             | S.G. Cucirini Cantoni Lucca |
| 1973 | Gabriella Marchi           | S.G. Romeo Neri Rimini      |
| 1974 | Serenella Codato           | S.G. Reyer Venezia          |
| 1975 | Stefania Bucci             | Aurora Montevarchi          |
| 1976 | Elisabetta Masi            | S.G. Spes Mestre            |
| 1977 | Monica Valentini           | SEF Virtus                  |
| 1978 | Monica Valentini           | SEF Virtus                  |
| 1979 | Laura Bortolaso            | Umberto I Vicenza           |
| 1980 | Laura Bortolaso            | Umberto I Vicenza           |
| 1981 | Laura Bortolaso            | Umberto I Vicenza           |
| 1982 | Laura Bortolaso            | Umberto I Vicenza           |
| 1983 | Laura Bortolaso            | Umberto I Vicenza           |
| 1984 | Laura Bortolaso            | Umberto I Vicenza           |
| 1985 | Giulia Volpi               | Ginnastica Genova           |
| 1986 | Elena Ghiselli             | Libertas Novara             |
| 1987 | Giulia Volpi               | Ginnastica Genova           |
| 1988 | Giulia Volpi               | Ginnastica Genova           |
| 1989 | Roberta Kirchmayer         | Ginnastica Triestina        |
| 1990 | Roberta Kirchmayer         | Ginnastica Triestina        |
| 1991 | Giulia Volpi               | GAL Lissone                 |
| 1992 | Giulia Volpi               | GAL Lissone                 |
| 1993 | Veronica Servente          | Ginnastica Torino           |
| 1994 | Marianna Crisci            | Pro Novara                  |
| 1995 | Elisa Lamperti             | Juventus Nova               |
| 1996 | Adriana Crisci             | Pro Novara                  |
| 1997 | Martina Bremini            | Artistica ’81               |
| 1998 | Elena Olivetti             | La Fenice Roma              |
| 1999 | Martina Bremini            | Artistica ’81               |
| 2000 | Adriana Crisci             | Pro Novara                  |
| 2001 | Ilaria Colombo             | GAL Lissone                 |
| 2002 | Maria Teresa Gargano       | Ginn. Flaminio              |
| 2003 | Maria Teresa Gargano       | Ginn. Flaminio              |
| 2004 | Monica Bergamelli          | Brixia                      |
| 2005 | Vanessa Ferrari            | Brixia                      |
| 2006 | Vanessa Ferrari            | Brixia                      |
| 2007 | Vanessa Ferrari            | Brixia                      |
| 2008 | Lia Parolari               | Estate ’83                  |
| 2009 | Vanessa Ferrari            | Brixia                      |
| 2010 | Elisabetta Preziosa        | GAL Lissone                 |
| 2011 | Vanessa Ferrari            | Esercito                    |
| 2012 | Vanessa Ferrari            | Esercito                    |
| 2013 | Tea Ugrin                  | Artistica ’81               |
| 2014 | Elisa Meneghini            | GAL Lissone                 |
| 2015 | Tea Ugrin                  | Artistica ’81               |
| 2016 | Vanessa Ferrari            | Esercito                    |
| 2017 | Elisa Iorio                | Panaro Modena               |
| 2018 | Giorgia Villa              | Brixia                      |
| 2019 | Asia D'Amato               | Brixia                      |
| 2020 | Asia D'Amato Giorgia Villa | Fiamme Oro                  |
| 2021 | Giorgia Villa              | Fiamme Oro                  |
| 2022 | Martina Maggio             | Fiamme Oro                  |
| 2023 | Alice D'Amato              | Fiamme Oro                  |
| 2024 | Alice D'Amato              | Fiamme Oro                  |

## Concorsi di specialità
Tramite il concorso individuale, le otto ginnaste migliori ad ogni attrezzo si qualificano per la/le finale/i di specialità, con la quale proveranno a salire sul podio.